# 행방불명 (음반)
행방불명은 2010년에 발매했던 J2의 앨범명으로 파괴된 사나이의 주제곡이다. 간종욱과 간종우가 부른 곡이다

## 곡 소개
감성 듀오‘J2’(제이투) 7월 1일 첫 번째 싱글 앨범‘행방불명’발매! 카리스마와 감성의 공존, 그 색다름에 매료되다...  ‘J2’(제이투) 첫 번째 싱글앨범‘행방불명’ 2010년 7월 1일, 그 눈부신 실체가 드러난다... 2010년 7월 1일 새로운 남성 듀오가 탄생한다. ‘드라마 OST의 황태자’라는 별칭을 갖고 있을 만큼 다양한 드라마 OST에 참여해 폭발적인 가창력을 인정, 지난 3월 발매한 정규 2집 Part 1 ‘초연’으로 대중들에게 확실한 자리매김을 한 ‘간종욱’과 그 동안 베일에 쌓여있던 간종우, 두 형제가 새로운 남성 듀오 ‘J2’를 결성, 첫 번째 싱글 앨범 ‘행방불명’으로 가요계 출사표를 던졌다. 새로운 남성 듀오 ‘J2’는 무게 감 있는 보이스, 강한 남자의 향기를 물씬 풍기는 간종욱과 미성의 보이스, 신비로운 마스크를 가진 간종우, 둘의 전혀 다른 매력이 공존하여 그 동안 볼 수 없었던 색다른 듀오의 탄생을 예고, 관계자들 사이에서 국내 가요계 독보적인 남성 듀오였던 ‘플라이 투 더 스카이’와 견줄만한 실력과 외모를 겸비한 팀으로 평가 받고 있다. ‘J2’의 첫 번째 싱글 앨범 타이틀 곡 ‘행방불명’은 최근 ‘먼데이키즈’의 ‘흩어져’를 비롯, ‘V.O.S’, ‘SS501’ 등 국내 최고 가수들의 앨범에 참여한 히트작곡가 한상원이 프로듀스 한 곡으로, 연인의 갑작스런 이별통보에 “절대로 그럴 리가 없다고, 아름답던 사랑이 행방불명 되었다”고 울부 짓는 남자의 독백이 듣는 이의 가슴을 시리게 하는 애절한 발라드 곡이다. 또, 빠른 전개와 웅장한 스트링, 그리고 중독성 있는 멜로디와 두 멤버의 환상적인 하모니가 한데 모여 듣는 이의 감성을 한껏 자극하고 있어 가슴속에 깊이 새겨질 발라드 넘버가 될 것으로 기대된다. 또한, 총 2곡이 실려있는 이번 싱글 앨범에는 타이틀 곡 ‘행방불명’외에 세련된 팝 느낌의 미디움 템포의 곡 ‘전화기만 보고’가 수록, ‘J2’와 각별한 사이인 가수 ‘브라이언’이 작곡가 조준영과 함께 공동 작곡, 코러스까지 직접 참여해 ‘J2’의 첫 앨범에 힘을 실어주었다. 한여름의 소나기 같이 메마른 감성을 채워줄 감성 듀오 ‘J2’의 첫 싱글 앨범 ‘행방불명’ 2010년 7월 1일... 매력적인 두 남자 ‘J2’의 아름다운 하모니가 시작된다...